# Charles Debeur
Charles T. G. Debeur (Ixelles, 24 marzo 1906 – Ixelles, 1981) è stato uno schermidore belga, vincitore di una medaglia d'oro ed una d'argento ai Campionati Internazionali di scherma.

## Palmarès
In carriera ha ottenuto i seguenti risultati:
- Campionati internazionali

Napoli 1929: argento nel fioretto a squadre.
Liegi 1930: oro nella spada a squadre.